# Eppelsheim
Eppelsheim település Németországban, Rajna-vidék-Pfalz tartományban. Lakosainak száma 1213 fő (2023. december 31.).

## Népesség
A település népességének változása:
| Lakosok száma | 890  | 1260 | 1216 | 1236 | 1207 | 1213 |
|               | 1975 | 2017 | 2019 | 2021 | 2022 | 2023 |